# Neoascia obliqua
Neoascia obliqua là một loài ruồi trong họ Ruồi giả ong (Syrphidae). Loài này được Coe mô tả khoa học đầu tiên năm 1940. Neoascia obliqua phân bố ở vùng Cổ Bắc giới (Đan Mạch)